# 野村敏京
野村 敏京（のむら はるきょう、1992年11月25日 - ）は、神奈川県横浜市出身の日本の女子プロゴルファー。全米女子プロゴルフ協会での登録名はHaru Nomura。

## 来歴
明知高等学校（大韓民国）卒業。
日本人の父と韓国人の母との間に生まれ日本で幼少期を過ごした後、両親の離婚に伴い母と共に韓国のソウル特別市に移住。その後10歳からゴルフを始める。
2009年10月、日本女子プロゴルフ協会（JLPGA）ツアー公式戦「日本女子オープンゴルフ選手権競技」においてローアマチュアを獲得。
2010年に全米女子プロゴルフ協会（USLPGA）ツアーのファイナルクォリファイングトーナメント（QT）で39位タイとなり翌シーズンの出場権を獲得、同年12月にプロとなる（プロ初戦は後述の通り2011年）。同年中（時期不明）日本国籍を選択した。
2011年3月「RRドネリーLPGAファウンダーズカップ」でUSLPGAツアーデビュー、同年4月USLPGA下部のLPGAフューチャーズツアー（現シメトラツアー）の「デイトナビーチ招待」（現シメトラツアーチャンピオンシップ）で下部ツアーながらプロ初優勝。
同年5月「中京テレビ・ブリヂストンレディスオープン」に出場しJLPGAツアー初優勝、18歳178日でのツアー優勝は宮里藍（18歳101日）に次いで2番目の年少記録（当時）であった。
2013年はJLPGAツアーに参戦し年間獲得賞金ランキング29位。同年USLPGAファイナルQTで19位タイとなる。
日本のシード権を放棄して、2014年から再びUSLPGAツアーに参戦した。
2015年「Hanwha ゴルフチーム」に入る、その縁で招待された同年9月の韓国女子プロゴルフ協会（KLPGA）「ハンファ金融クラシック」（한화금융 클래식）で同ツアー初優勝。
2016年2月「ISPSハンダ・オーストラリアン女子オープン」でUSLPGAツアー初優勝、同ツアーでの日本人の優勝は宮里美香（2012年セーフウェイクラシック）以来4年ぶり。同年4月「スウィンギング・スカートLPGAクラシック」で同ツアー2勝目、同ツアーでの日本人の年間複数回優勝は宮里藍（2012年LPGAロッテ選手権、同年ウォルマートNWアーカンソー選手権）以来4年ぶりとなった。
前述の2勝で女子ゴルフ世界ランキング（世界ランキング）を23位に上げ、リオデジャネイロオリンピックへの出場が決定した（決定時の世界ランキングは22位）。同五輪ではメダルに1打及ばず4位タイ。
2017年4月「ボランティア・オブ・アメリカ・テキサス・シュートアウト」でUSLPGAツアー3勝目。直後の同年5月1日付世界ランキングで自身最高位となる17位となる。
2018年に「Hanwha ゴルフチーム」から発展して発足した「Hanwha Q CELLS ゴルフチーム」の一員に名を連ねる。
同年8月の「カナディアンパシフィック女子オープン」を最後に、腰痛の影響により欠場していた。
2019年2月の「ISPSハンダ・Vicオープン」から競技に復帰するも、同年8月の「カナディアンパシフィック女子オープン」を途中棄権し、その後欠場。
2020年2月の「ISPSハンダ・Vicオープン」から競技に復帰（予選落ち）。

## USLPGAツアー優勝歴
| No. | Date          | Tournament                                             | 優勝スコア           | 打差    | 2位              |
| --- | ------------- | ------------------------------------------------------ | -------------------- | ------- | ---------------- |
| 1   | 2016年2月21日 | ISPSハンダ・オーストラリアン女子オープン               | 69-68-70-65=272(−16) | 3打差   | リディア・コ     |
| 2   | 2016年4月24日 | スウィンギング・スカートLPGAクラシック                 | 65-70-71-73=279(− 9) | 4打差   | リーアン・ペース |
| 3   | 2017年4月30日 | ボランティア・オブ・アメリカ・テキサス・シュートアウト | 68-65-72-76=281(− 3) | Playoff | クリスティ・カー |